# Bătălia de la Artemisium

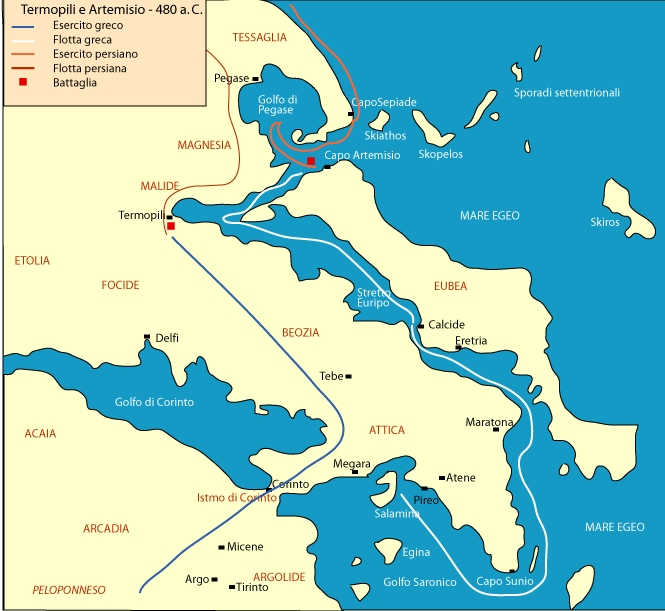
Bătălia de la Artemisium (confruntarea navală) și Termopile (confruntarea terestră).

Bătălia de la Artemisium (sau Artemision) a fost o serie de confruntări navale în timpul celei de-a doua invazii persane în Grecia antică. Bătălia a avut loc în același timp cu mult mai faimoasa confruntare terestră de la Termopile, în august sau septembrie 480 î.Hr., în dreptul coastei Eviei și a fost purtată între o alianță a unor polisuri din Grecia antică (printre care Sparta, Atena, Corint și altele) și Imperiul Persan al lui Xerxes I.
Invazia persană fusese pornită ca răspuns întârziat la înfrângerea suferită de perși în prima invazie, terminată cu victoria atenienilor în Bătălia de la Marathon. Xerxes ridicase o armată uriașă pe care o trimisese, pe uscat și pe mare, să cucerească Grecia. Generalul atenian Temistocle a propus ca oștile alianței grecești să blocheze înaintarea armatei de uscat la Termopile și în același timp, flota persană urma să fie blocată în strâmtoarea Artemisium. O flotă de 271 de trireme a fost trimisă acolo să aștepte sosirea perșilor.
În marșul ei către Artemisium, flota persană a fost prinsă într-o furtună în largul coastei Magneziei în care a pierdut aproape o treime din cele 1200 de nave ale sale. Odată ajunși la Artemisium, perșii au trimis un detașament de 200 de nave să ocolească insula Evia, încercând să blocheze flota greacă, dar aceste nave au fost prinse la rândul lor în altă furtună și au fost distruse. Principala luptă a confruntării a avut loc după două zile de conflicte minore. Cele două părți combatante au luptat toată ziua, cu pierderi comparabile, dar flota aliată nu-și putea permite aceste pierderi.
După bătălia principală, grecii au primit vestea înfrângerii armatei lor terestre la Termopile. Întrucât strategia lor se baza pe oprirea invaziei persane în ambele puncte (Artemisium și Termopile) și luând în considerare pierderile deja suferite, aliații au hotărât retragerea la Salamina. Perșii au invadat Beoția și au cucerit Atena (deja evacuată). În ciuda acestor victorii inițiale, perșii au fost înfrânți mai târziu în Bătălia de la Salamina, la sfârșitul anului 480 î.Hr. Temându-se să nu rămână blocat în Europa, Xerxes și-a retras grosul armatei în Asia, lăsându-și generalul Mardonius să termine cucerirea Greciei. În următorul an însă, armata persană a suferit o înfrângere decisivă în fața aliaților greci în Bătălia de la Plateea, act care a marcat sfârșitul celei de-a doua invazii persane în Grecia.